# Дунхад Бэк
Дунхад Бэк (Дунхад II; гэльск. Dúnchad Bec) — король Кенел Габран с владениями в Кинтайре, затем гэльского королевства Дал Риада (719—721; одновременно со своим соперником Селбахом из Кенел Лоарн).

## Биография
Дунхад Бэк был потомком Дунхада I. Они оба относились к роду потомков Габрана.
О правлении Дунхада известно очень мало. Главные источники сведений о нём — «Анналы Ульстера» и «Анналы Тигернаха». Первое упоминание о Дунхаде в исторических источниках как о короле Дал Риады относится к осени 719 года, когда произошло морское сражение при Ард Несби между ним и Селбахом из Кенел Лоарн. Дунхад одержал победу, но в 721 году умер, оставив Селбаха единственным правителем Дал Риады.